# Moldova Azi
Moldova Azi este o publicație online regională din Republica Moldova.
Moldova Azi este un proiect al Centrului Independent de Jurnalism din Chișinău.